# اسکار نیلسون (ورزشکار)
اسکار نیلسون (انگلیسی: Oskar Nilsson؛ ۲۵ ژانویه ۱۸۹۷ – ۲۹ مارس ۱۹۵۸ (aged 61)) ورزشکار مسابقه اسب‌دوانی اهل سوئد بود.
وی در مسابقات کشوری و بین‌المللی در مجموع برندهٔ ۱ مدال برنز شده‌است.